# Флаг Убеевского сельского поселения
Флаг муниципального образования Убеевское сельское поселение Красноармейского района Чувашской Республики Российской Федерации — опознавательно-правовой знак, служащий официальным символом муниципального образования.
Флаг утверждён 10 декабря 2008 года и внесён в Государственный геральдический регистр Российской Федерации с присвоением регистрационного номера 4618.

## Описание
«Прямоугольное полотнище с отношением ширины к длине 2:3, воспроизводящее композицию герба Убеевского сельского поселения в красном, жёлтом и белом цветах».
Геральдическое описание герба гласит: «В червлёном поле золотой восстающий и идущий золотой медведь держащий в поднятых над головой передних лапах серебряный русский шлем и перепоясанный серебряным поясом».

## Обоснование символики
Флаг составлен на основании герба Убеевского сельского поселения Красноармейского района, по правилам и соответствующим традициям вексиллологии, и отражает исторические, культурные, социально-экономические, национальные и иные местные традиции.
Археологические исследования, проведённые профессором В. Ф. Каховским у села Убеево, деревни Кирегаси, Досаево (они находятся в составе поселения) свидетельствуют об освоении булгарами бассейна реки Цивиль ещё в домонгольский период — с X века. В XIII—XIV веках идёт сплошное заселение бассейна Большого и Малого Цивилей булгаро-чувашами.
Село Убеево (Упи) и деревня Кожары, расположенные в бассейне реки Большого Цивиля, согласно преданиям, основаны в XIV веке чувашами, покинувшими Закамье из-за монголо-татарских разорений. В здешние места вначале прибыл чуваш Кушар со своими родственниками. Переселенцы возвели дома и постройки, принялись за обработку земли. Вскоре перенесли деревню на речку Пинер. Вслед за Кужаром сюда прибыл отважный предводитель Уби со своим воинским отрядом. Чувашское войско во главе с Уби, при участии отряда Кужара дало отпор монголо-татарскому войску.
Предания рассказывают, что Уби ещё с молодых лет слыл отважным батыром, и на охоте в одиночку мог поймать в лесу медведя. Именно поэтому, в память о великих героях, любивших родной край, родной народ и совершавших ради них подвиги, центральной фигурой флага является идущий медведь и несущий в передних лапах отважному воину Уби его шлем.
Не случайно в мифологических представлениях медведь выступает как хозяин леса, зверей, покровитель охоты, в то же время это и связь медведя с человеческим родом: медведь — предок людей, их старший родственник, наконец, тотем. Чуваши называют медведя — упа, что также перекликается с названием поселения.
Украшенный чувашским орнаментом пояс медведя имеет двойственное значение: с одной стороны, символизирует подчинённость судьбе, с другой — круг жизни или верховную власть, мудрость и силу.
Таким образом, композиция флага не только отражает название поселения, но и историю родного народа, глубокую древность убеевской земли, гордость за её героическое прошлое.